# 普利亞什夫卡河

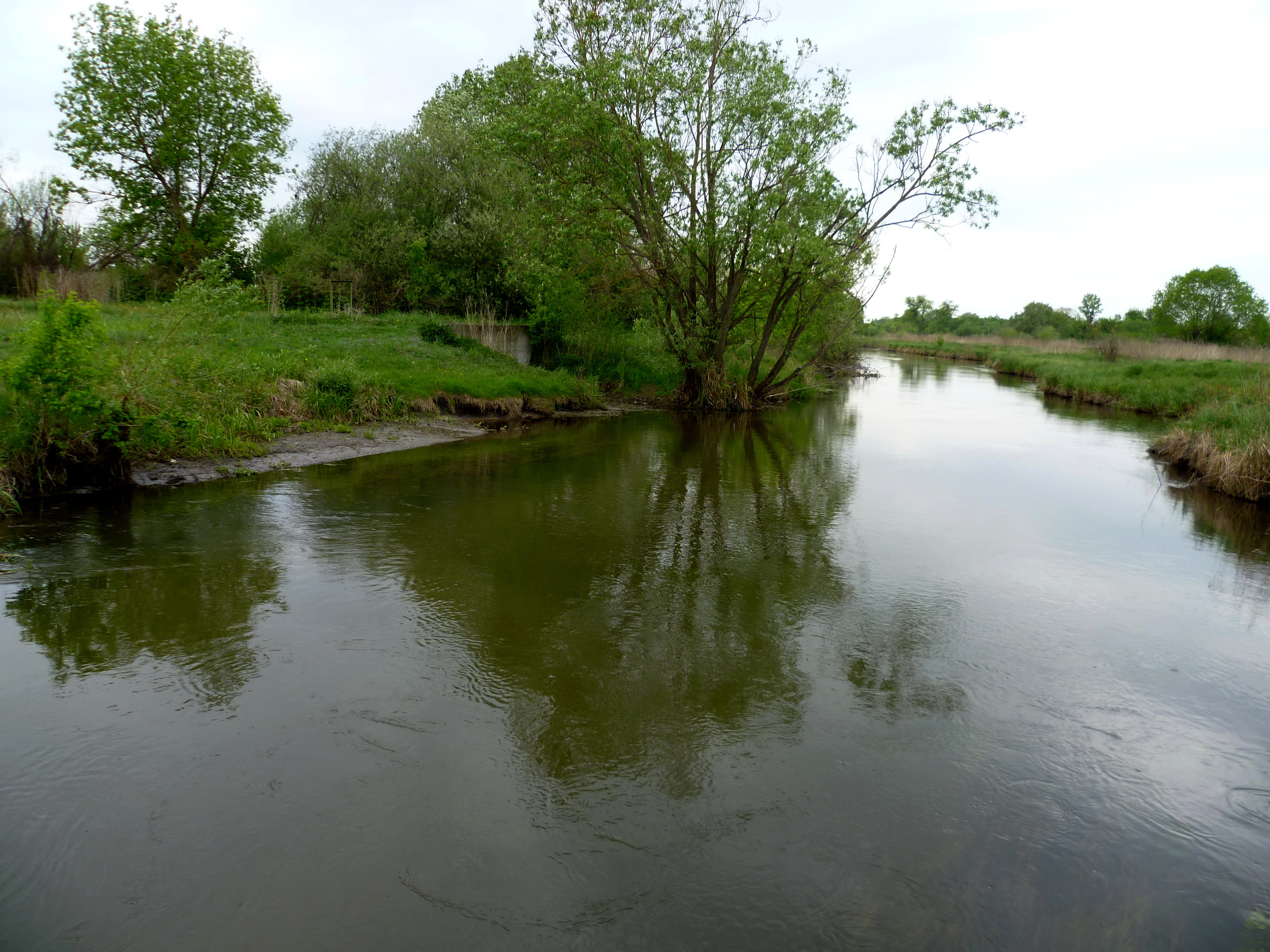

普利亞什夫卡河（烏克蘭語：Пляшівка），是烏克蘭的河流，位於該國西北部，屬於斯特里河的右支流，發源自新普利亚舍瓦附近，流經羅夫諾州，河道全長40公里，流域面積332平方公里。